# Блокада Босфору
Блокада Босфору — складова частина загальної морської блокади османського узбережжя, проводилася російським Чорноморським флотом під час Першої світової війни. Блокадні дії здійснювали лінійні кораблі, крейсери, ескадрені міноносці і підводні човни; мета блокади — недопущення прориву судів постачання з Чорного моря в Мармурове і оборона власних комунікацій від набігів німецько-османських морських сил.
Розпочата в 1915 році, постійна блокада спочатку здійснювалася новітніми підводними човнами типу «Морж». У 1916 році блокада Босфору була значно посилена за допомогою встановлення біля входу в протоку більш ніж двох тисяч мін загородження.